# 진안 (농구 선수)
진안(秦安, 1996년 3월 23일~)은 중화민국 태생 대한민국의 농구 선수이다. 포지션은 센터로 현재 한국여자프로농구(WKBL)의 부천 하나원큐 소속으로 활동하고 있다.

## 내력
1996년 중화민국 이란현 이란시에서 쉬샤오퉁(중국어 간체자: 许筱彤, 정체자: 許筱彤, 병음: Xǔ Xiǎotóng, 한자음: 허소동)이라는 이름으로 태어났다. 고교 시절 전학 문제로 2년간 대회 출전 금지 처분을 받았다. 그러던 중 전 수원여고 농구부 감독인 진병준의 권유로 2012년 9월 한국으로 건너와 농구를 계속하게 되었다. 2013년 3월 수원여고에 입학하였고, 6월 한국 국적을 획득하며 본격적으로 선수로 활동을 시작하였다.
2015년 10월에 열린 2016 WKBL 신입선수 선발회에 참가하여 1라운드 2순위로 구리 KDB생명 위너스에 지명되었다. 귀화 선수로는 드래프트 첫 신청자이자 지명된 선수이다.
2024년 FA로 부천 하나원큐와 4년간 계약하였다.

## 출신 학교
- 수원여자고등학교

## 수상
- WKBL 퓨처스리그 MVP: 2016, 2017